# San Sebastián de Yalí

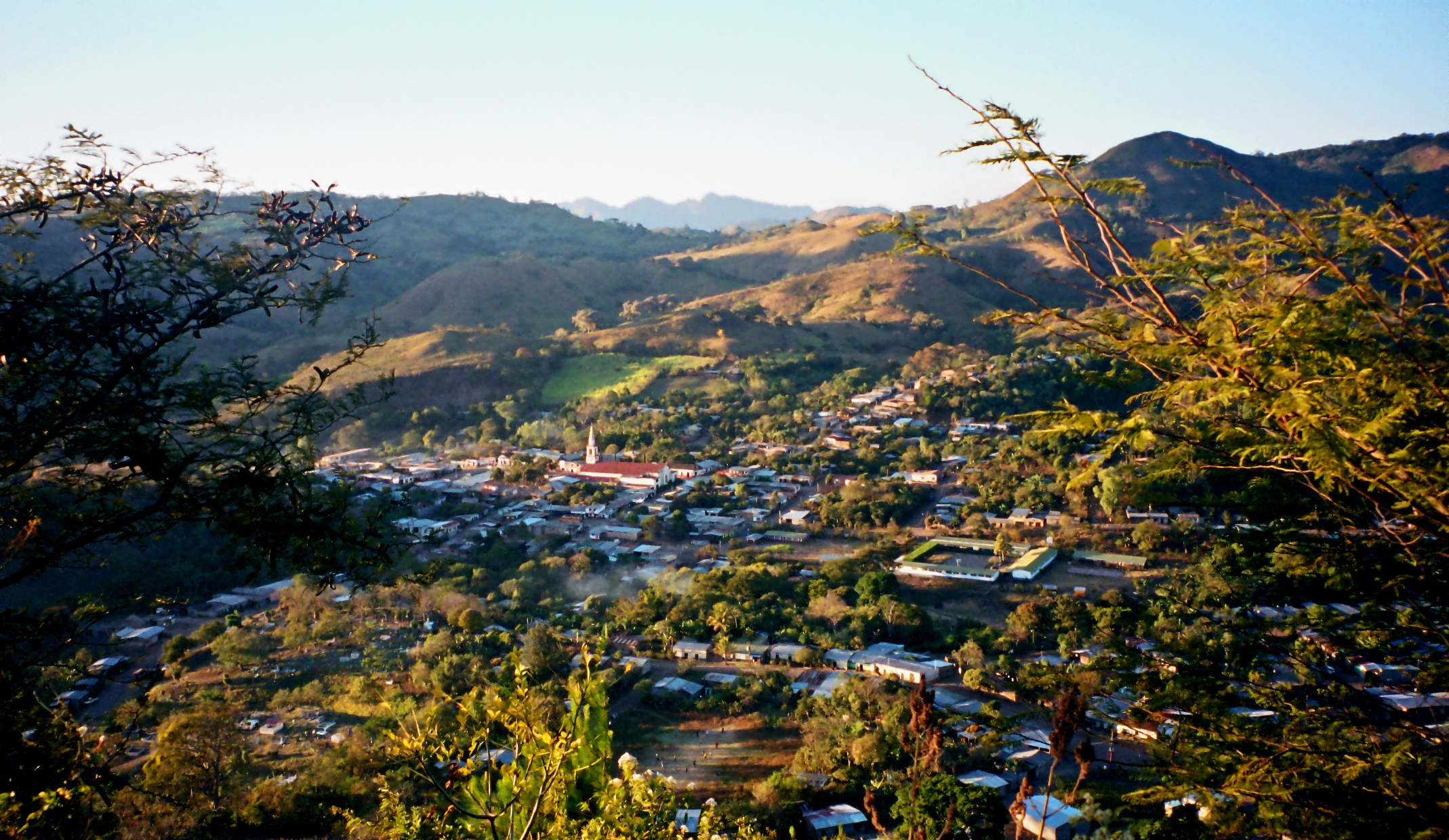

San Sebastián de Yalí ou Yalí est une municipalité nicaraguayenne du département de Jinotega au Nicaragua.